# トヨタ・イプサム
イプサム（Ipsum）は、トヨタ自動車が生産・販売していたミニバン型乗用車である。

## 概要
初代は、当時の初代ホンダ・オデッセイを始めとするミニバンブームの中で目標販売台数を大幅に上回る受注を獲得した。しかし、ブームに乗り遅れないよう、かなり性急に開発されたため、居住性の低さやエクステリア、インテリアの質感の低さなどが徐々に露呈し、結果としてオデッセイに歯が立たず人気は長続きしなかった。
2代目へのフルモデルチェンジで大型化や高級化を図り、約8年という長期にわたって販売されたが、初代の人気を下回った。さらにエコカー減税の対象となる競合車の登場で大幅に販売台数を減らし、2010年1月を以って販売終了。2代・13年7か月の歴史に幕を下ろした。

## 初代（1996年 - 2001年）
CMは家族向けというより、まるで子供向けの玩具のようなコンセプトで製作された。CMキャラクターには西村雅彦やビビアン・スーらを起用していた。 また田村亮子（現・谷亮子）も一時的に登場していた。オリジナルキャラクターの「イプー」は、初代型のCMやカタログ、更にディーラーオプションのステッカーにも登場した程、当車との関係が深い。

### 年表
- 1995年 - 第31回東京モーターショーに参考出品。
- 1996年
  - 5月 - 登場。コロナプレミオの車台をベースとした排気量2.0Lガソリンエンジン（3S-FE型）および2.2Lディーゼルターボエンジン（3C-TE）を搭載。5ナンバーサイズのため車体が小さかった。乗車人数は7人乗りのみ。基本的にはツートンカラーで、原色を避けた明るい色が多かった（パープリッシュブルーマイカメタリック等）。
  - 12月 - 特別仕様車「ホワイトパールイプサム」、「ホワイトパールイプサム L-セレクション」を発売。イプサムグレード、イプサムL-セレクショングレードの2.0L FF車と4WD車をベースに、ボディカラーはホワイトパールマイカを採用。内装は専用シート表皮、ラジオレス4スピーカーなどを特別装備している。
- 1997年8月 - 2WDのディーゼル車が追加され、さらにエアロツーリングが追加された。
- 1998年
  - 2月 - 長野オリンピックの公式カーとして、スノーレッツデザインのホワイト・イプサムが登場。後に特別仕様車として「ホワイト・イプサム」が発売。1998年2月の取り扱いはトヨペット店・ビスタ店（大阪では前期型に限り大阪トヨタでも取扱っていた）。
  - 4月 - マイナーチェンジ。マルチリフレクターヘッドランプの採用およびバンパー部等のカラー変更、原色系への移行、落ち着いた色合いへの変更があった。ミラーやフロントグリル、テールランプ、インパネ周り、シートアレンジも変更。さらに、トヨタで初のアクティブトルクコントロール4WDを採用。
  - 12月 - 特別仕様車「イプサム スペシャルバージョン」を追加。イプサムグレードの2.0L FF車と4WD車をベースに、ボディカラーにダークターコイズマイカに加えホワイトパールマイカ、内装色にアイボリーを採用。内装はプライバシーガラス、木目調のパネル＆スイッチベース、4スピーカーなどを特別装備している。
- 1999年10月 - 特別仕様車「メモリアルエディション」を発売。イプサムグレードの2.0L FF車と4WD車をベースに、ボディカラーは特別色ホワイトパールマイカを採用。そのほか、プライバシーガラス、フォグランプ、GPSボイスナビゲーション付きオーディオなどを特別装備している。
- 2000年
  - 4月 - モノトーン仕様を追加設定。
  - 10月 - 特別仕様車「エクセレントバージョンII ナビスペシャル」を発売。ボイスナビゲーション&6スピーカー、バックモニターと専用シート&ドアトリム表皮を採用したほか、外板色にシャンパンメタリック、ホワイトパールマイカ（オプション）を設定する。
- 2001年
  - 4月[1] - 生産終了。在庫対応分のみの販売となる。
  - 5月 - 2代目とバトンタッチして販売終了。販売終了前月までの新車登録台数の累計は33万5435台[2]。

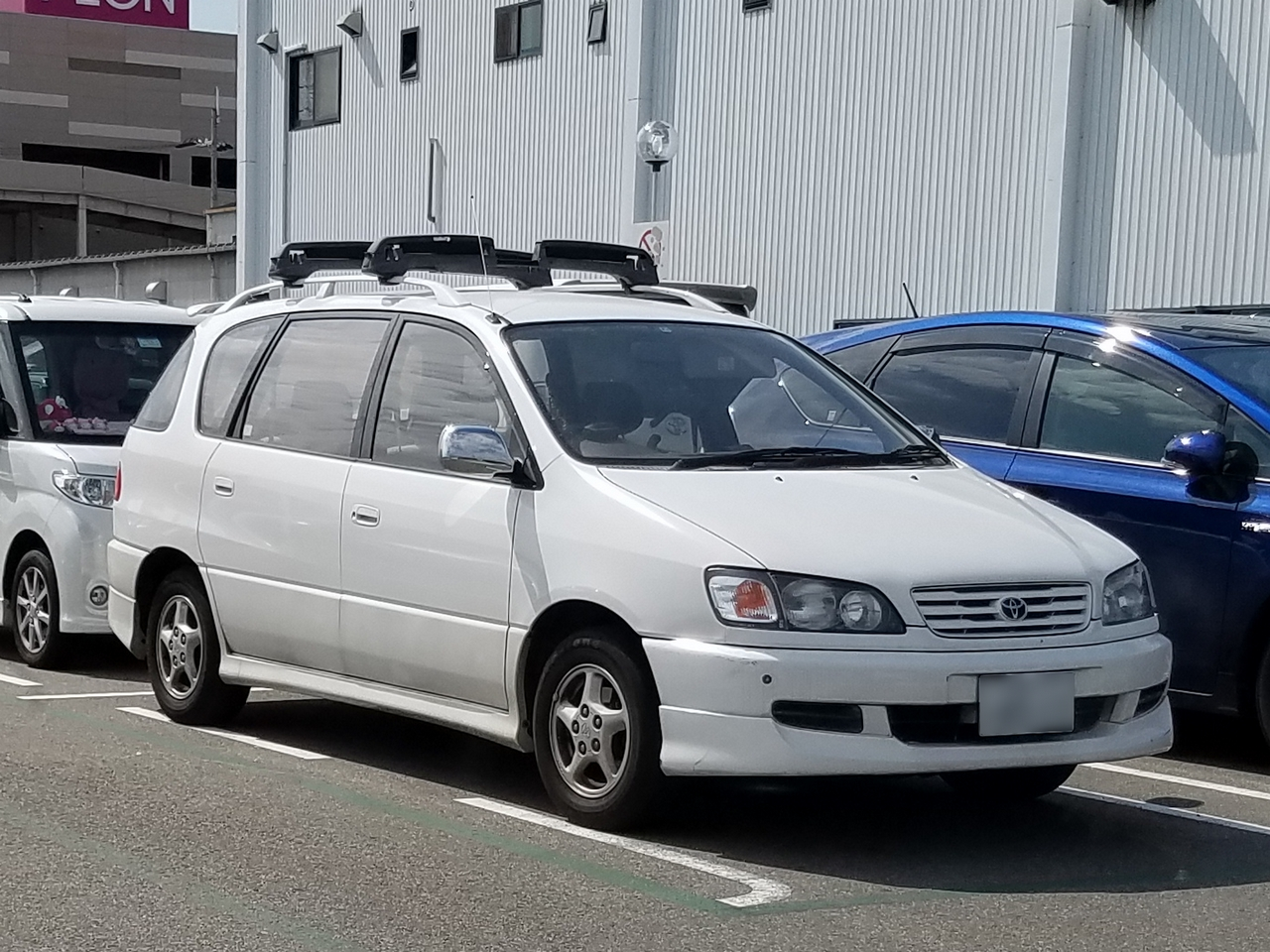
前期型 エアロツーリング フロント
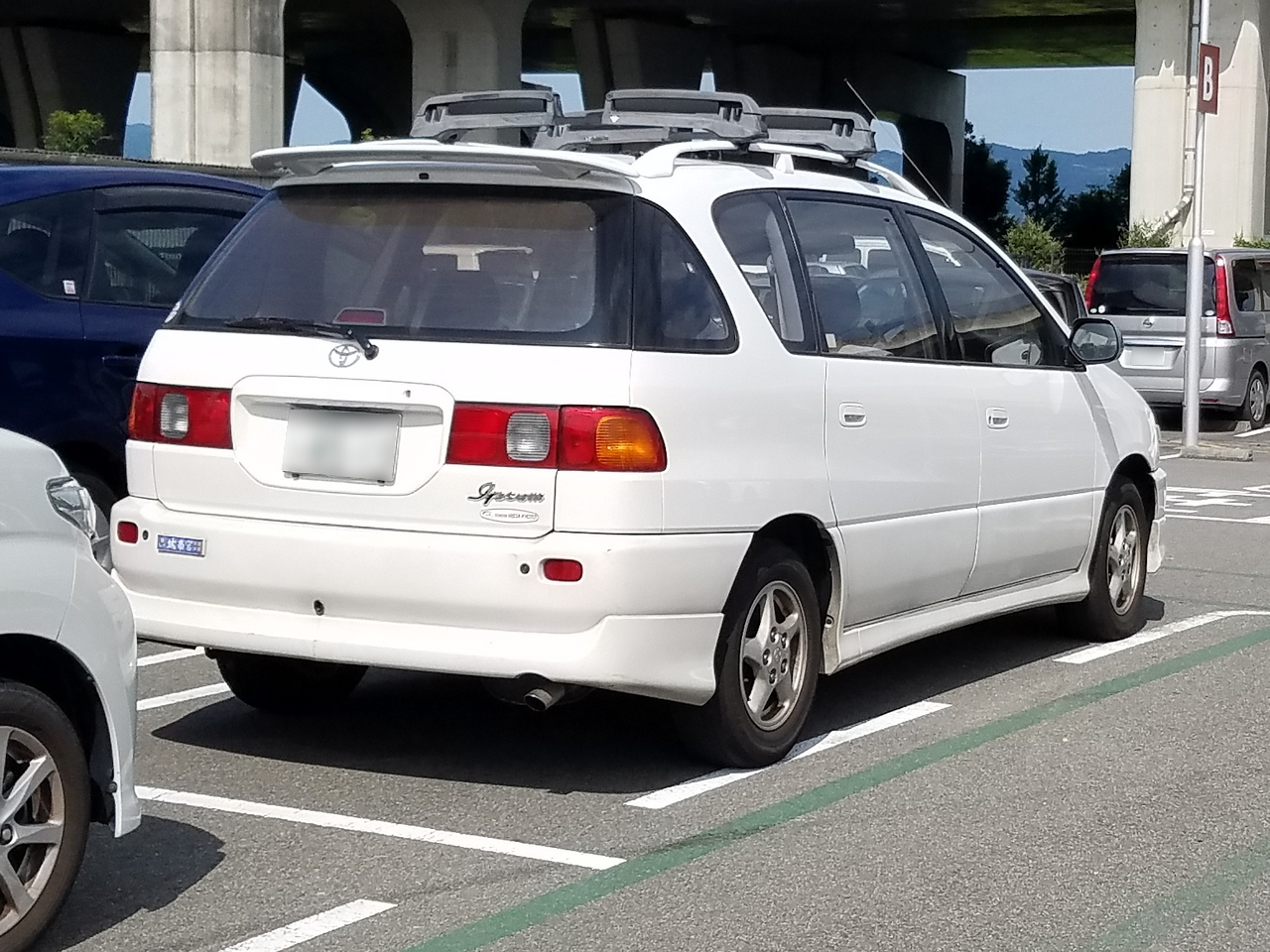
前期型 エアロツーリング リア

## 2代目（2001年 - 2010年）

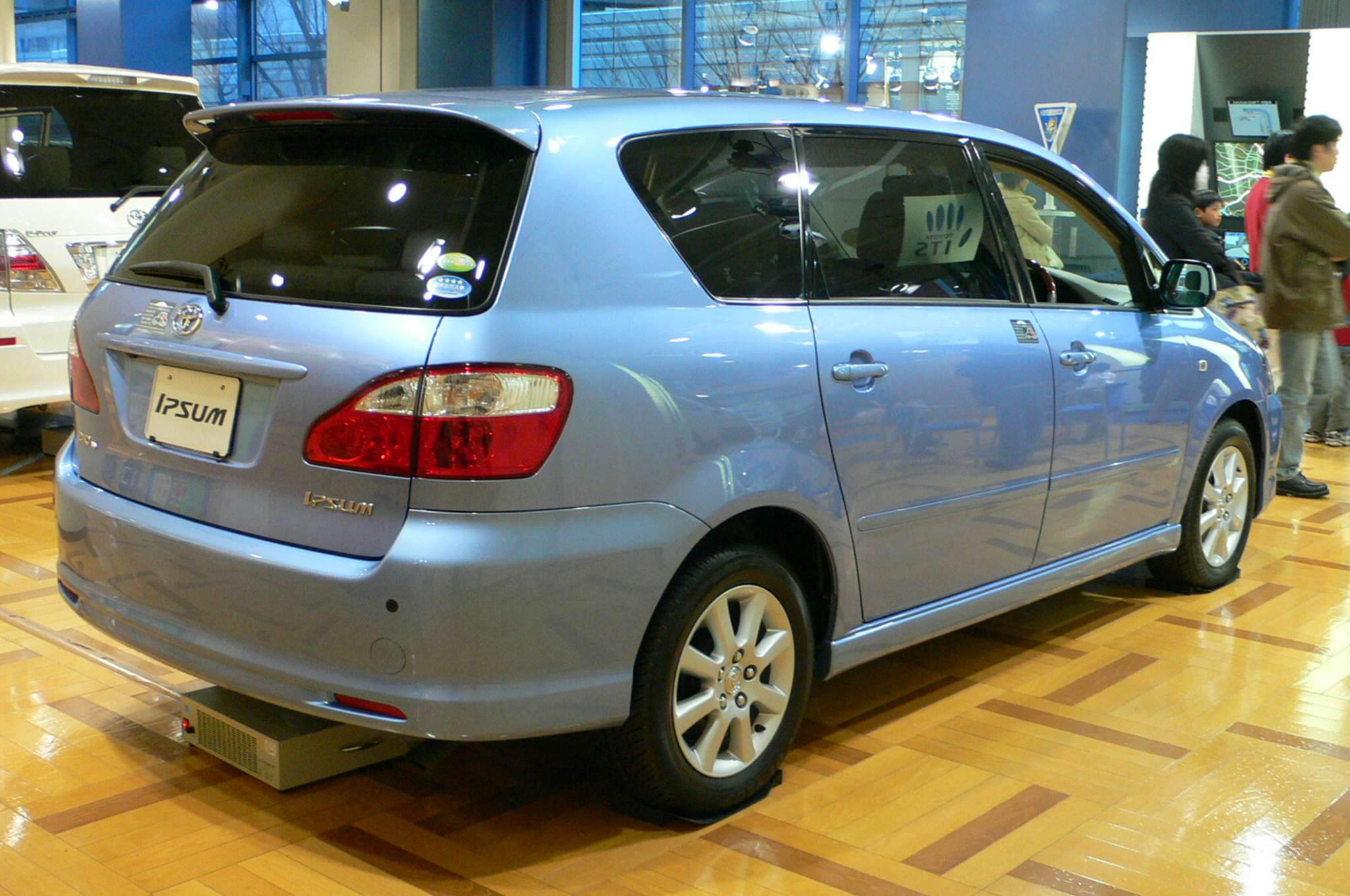
後期型リア
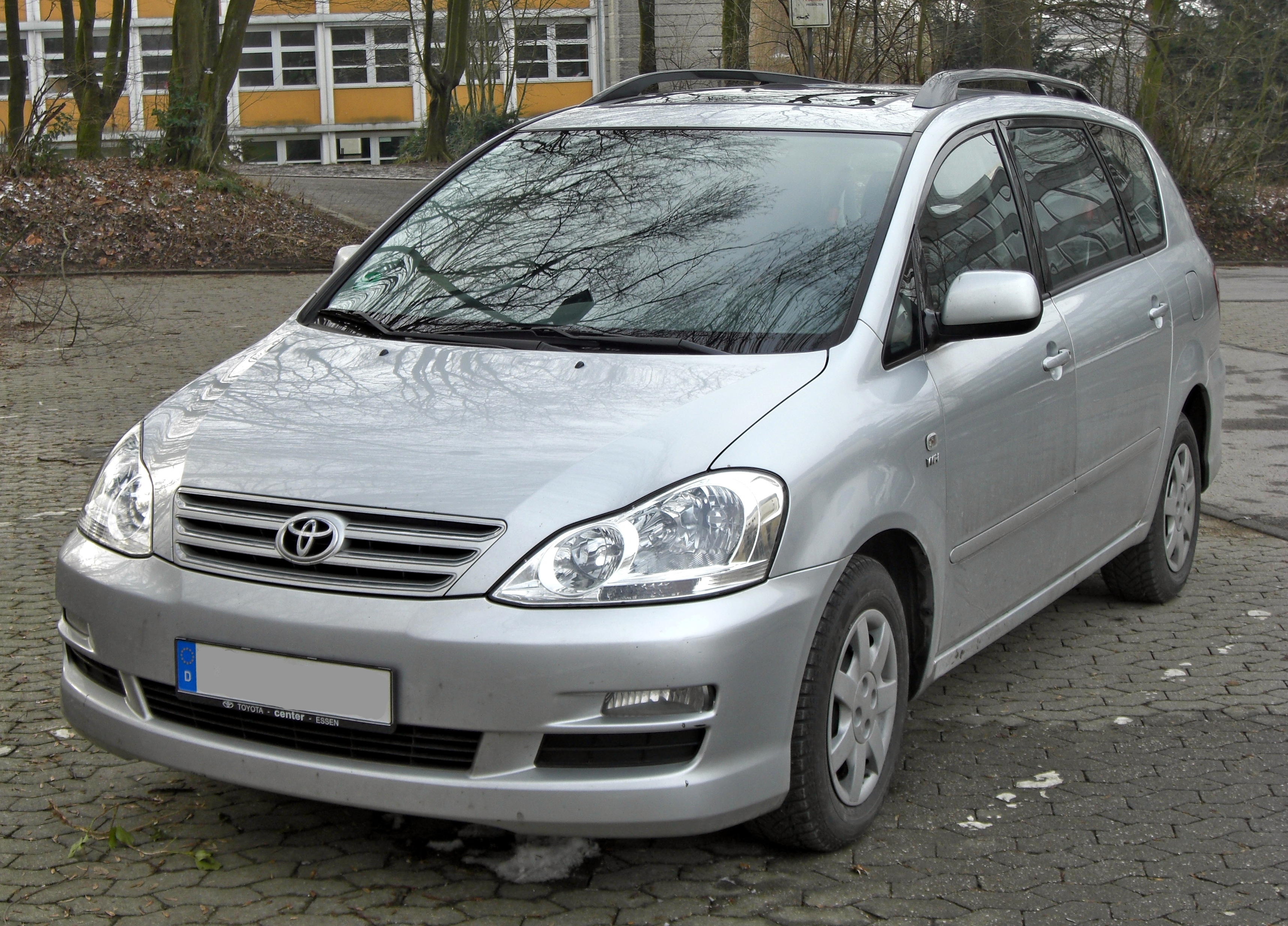
欧州仕様アベンシスヴァーソ

- 2001年
  - 5月 - 登場。キャッチコピーは「ミニバン・トゥモロー」。CMも「イプー」を起用した先代のコミカルな路線から一転、ゆとりを強調したものとされる。
    - 2代目は排気量を2.4L（2AZ-FE型）に引き上げ、車体を少し大きくして3ナンバー化され、車格もホンダ・オデッセイや三菱・グランディスと並んだ。なお、当初は「240シリーズ」としていたが、V6エンジンなどは追加されることはなかった。また先代にはあったディーゼルターボも時期の悪さや規制もあり設定されなかった。
    - リヤ床下に大きい収納スペースを搭載したため、スペアタイヤは車体中央の床下に搭載されている。それゆえ、イプサム専用のプラットフォームを開発している。これに伴い大幅にデザインとロゴマークを変更（英字筆記体の「Ipsum」から英字活字体の「IPSUM」）。過去には6人乗りの上級グレードが追加されていたが、7人乗りの販売台数が圧倒的に多いという背景があり廃止された。

  - 10月 - DVDボイスナビゲーションとブラインドコーナーモニターがセットでメーカーオプション化され、スーパーホワイトII（040）の設定が拡大された。
- 2002年6月 - ヒーターミラーが寒冷地仕様全車にメーカーオプションとして追加設定された。
- 2003年
  - 4月 - 特別仕様車「タイプG」「タイプG ナビスペシャル」を発売。
    - 「タイプG」は、外観にエアロパーツ（フロント・リヤ大型バンパー／サイドマッドガード)、16インチアルミホイール、フロントフォグランプなどを特別装備し、外板色には特別設定のスーパーレッドマイカ（オプション）とブラックを含む全4色を設定。内装は、上級グレードのシート＆ドアトリム表皮（アイボリー）、本革巻き4本スポークステアリング、オプティトロンメーターを採用し、質感を向上している。「タイプG ナビスペシャル」は、加えて、専用DVDボイスナビゲーション付ワイドマルチAVステーション、ブラインドコーナーモニター、音声ガイダンス機能付バックガイドモニター（カラータイプ）を特別装備する。

  - 10月 - マイナーチェンジ。内外装デザインの変更、240eの廃止など、多岐にわたる変更が行われた。その後はエンジンの環境・燃費対策、ボディカラー変更、特別仕様車の追加など極細かい変更のみ受けながら、2009年末の生産終了まで6年以上このデザインのまま生産された。
- 2004年
  - 1月 - 特別仕様車「ALCANTARA version（アルカンターラバージョン）」を発売。240iをベースに、シート表皮に「アルカンターラ」を採用し、質感を高めるとともに、同仕様の専用車検証入れを特別装備している。さらに、オプティトロンメーター、プッシュ式ヒーターコントロールパネル（LED照明・外気温度表示機能付）、16インチアルミホイールなどを特別に装備している。さらに、特別仕様車240i 「ALCANTARA version・NAVI Special（アルカンターラバージョン・ナビスペシャル）」には、加えて、G-BOOK対応DVDボイスナビゲーション付ワイドマルチAVステーションと音声案内クリアランスソナー、ガラスプリントアンテナを特別に装備する。
  - 2月 - 平成17年基準排出ガス50%低減　『新☆☆☆』を全車で達成（U-LEV）。
  - 4月 - 一部改良。
  - 12月 - 特別仕様車240i「Premium ALCANTARA version（プレミアムアルカンターラバージョン）」を発売。240iをベースに、シート表皮に「アルカンターラ」を採用し、質感を高めるとともに、4本スポークステアリングホイール（本革巻き＋木目調）、専用シフトレバーノブ（本革巻き＋木目調）、コンライト、クルーズコントロールなどを、また、外装にはエアロパーツを装備した。さらに、240i「Premium ALCANTARA version・NAVI Special（ナビスペシャル）」には、G-BOOK対応DVDボイスナビゲーション付ワイドマルチAVステーションにブラインドコーナーモニター（フロント直下モニター付）＆レーンモニタリングシステム＆音声ガイダンス機能付カラーバックガイドモニター（暗視機能付）をセットで特別装備した。
- 2005年8月 - 平成17年基準排出ガス75%低減　『新☆☆☆☆』を全車で達成（SU-LEV）。全車のヘッドランプにオートレベリング機能が標準装備された。
- 2007年6月 - 特別仕様車「タイプS-II」を発売。「240i」をベースに、特別外板色ブロンズマイカメタリックを含む全4色を設定するとともに、エアロパーツ（フロントグリル、フロント・リヤバンパー、サイドマッドガード）、16インチアルミホイール、エクステンションにスモーク加工を施したディスチャージヘッドランプ・リヤコンビネーションランプなどを特別装備、さらに、本革巻きの4本スポークステアリングホイール、オプティトロンメーター、ステアリングスイッチ（オーディオ）、コンライト（ライト自動点灯・消灯システム）、クルーズコントロールなどを採用し、利便性を向上させている。また、今回イプサム全車にシートベルトウォーニングブザー設定などの改良を行うとともに、ウェルキャブ(メーカー完成特装車)についても、ベース車と同様の改良を施している。
- 2009年12月25日 - 生産終了。
- 2010年1月29日 - 販売終了。2003年より販売台数が下降したが、2007年に同じトヨペット店にマークXジオが登場した後も販売が続行され、8年を超える長寿モデルとなった。販売期間中の新車登録台数の累計は18万9241台[3]

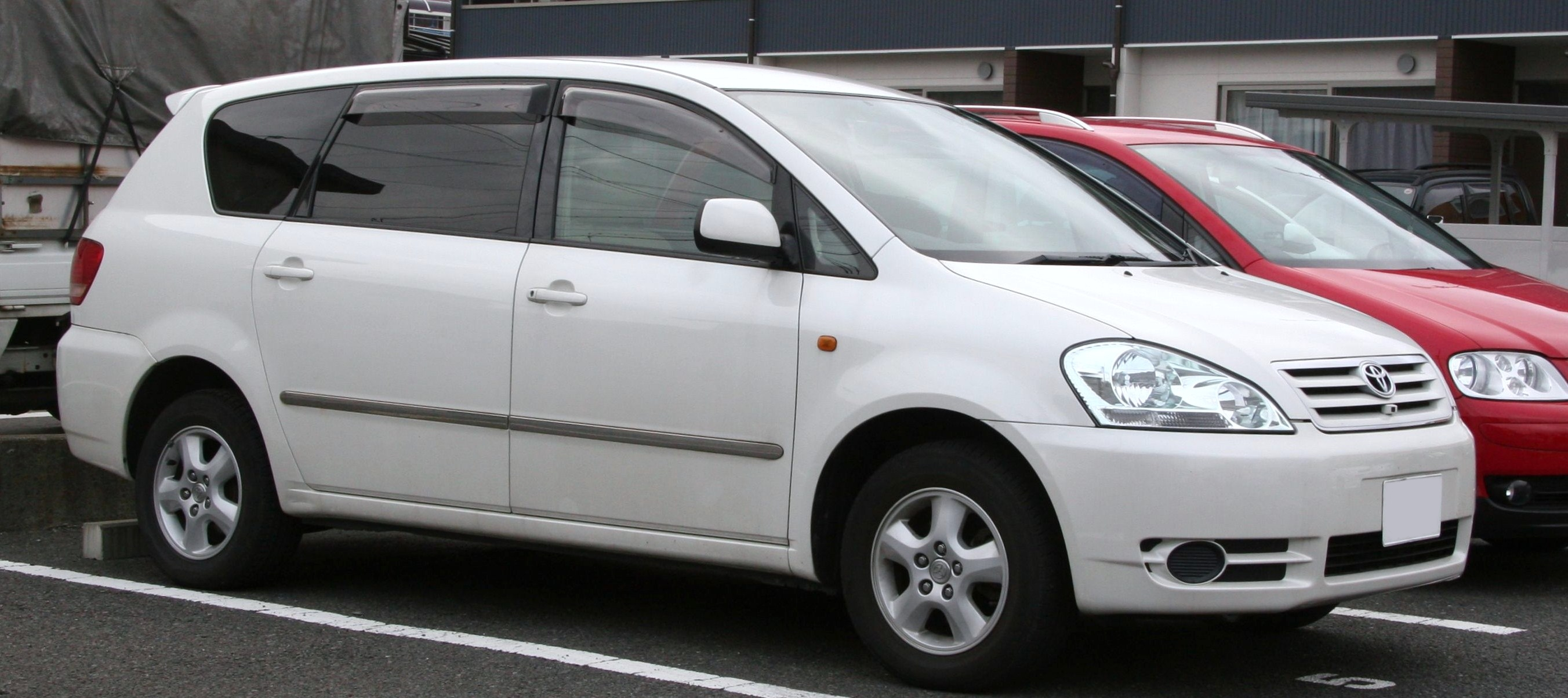
前期型（2001年5月-2003年10月）
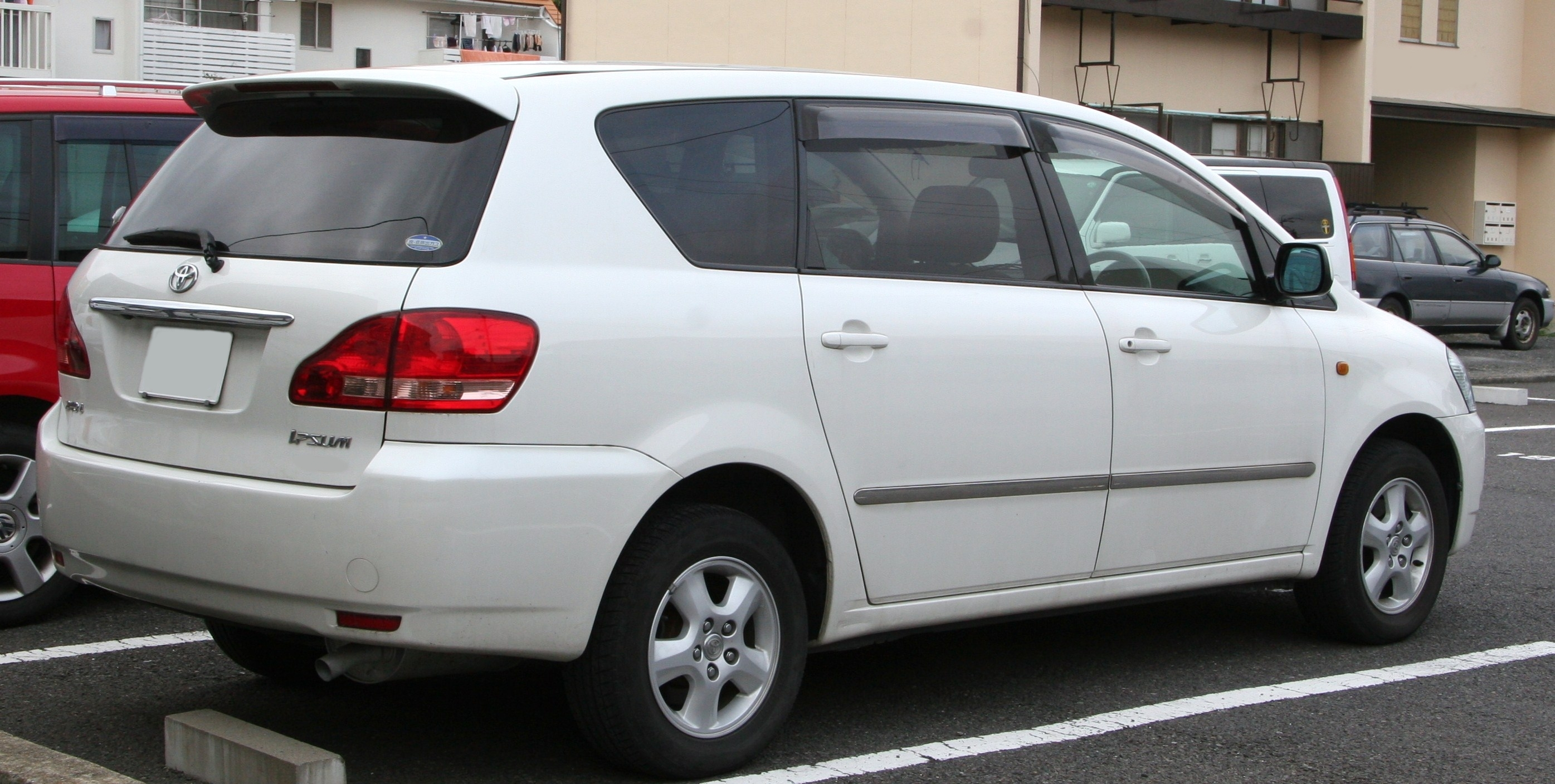
前期型リア

- 後期型リア
- 欧州仕様アベンシスヴァーソ

## 販売
ヨーロッパでは初代が「ピクニック」で輸出され、2代目が「アベンシスヴァーソ」の名前で発売された。
香港、シンガポールでは2代目も「ピクニック」名で販売。豪州では「アベンシス」（欧州製のセダン、ハッチバック、ワゴンはなし）として販売されているが、リアハッチ右下のバッジやオーナーズマニュアルは、欧州仕様同様に「AVENSIS VERSO」となっている。
取り扱いはトヨペット店（大阪府は2006年8月7日までトヨタ店。ただしガイアが登場するまでは大阪トヨペット（現・大阪トヨタ）でも取り扱っていた）、ネッツ店（2004年4月まではトヨタビスタ店）。

## 車名の由来
ラテン語で「本来の」「自分自身の」という意味。
その名の通り、豪華な装備や付加機能などよりも、広さや車としての使いやすさなど、本来性が重視されている車である。